# Finn Juhl
Finn Juhl (né le 30 janvier 1912 à Frederiksberg – mort le 17 mai 1989 à Ordrup) est un architecte et designer industriel et d'intérieur danois. Il est l'un des précurseurs du design danois et le premier à l'introduire aux États-Unis,,.

## Enfance et éducation
Finn Juhl est né le 30 janvier 1912 d'un père autoritaire, commerçant de textiles représentant plusieurs manufactures anglaises, écossaises et suisses au Danemark et d'une mère morte peu de temps après sa naissance. Depuis son jeune âge il veut devenir historien d'art, passant déjà beaucoup de temps au Statens Museum for Kunst, mais son père l'incite à poursuivre des études d'architecture. Il est admis à l'Académie royale des beaux-arts du Danemark, où il étudie entre 1930 et 1934 sous la supervision de Kay Fisker, un architecte de renom et professeur réputé à l'époque.

## Carrière
Après avoir obtenu son diplôme, Juhl travaille pendant dix ans dans le cabinet d'architecture de Vilhelm Lauritzen, où il a également fait son apprentissage. En étroite collaboration avec Viggo Boesen, Juhl est responsable d'une grande partie de l'aménagement intérieur de la Radiohuset du radiodiffuseur national Danmarks Radio, l'une des missions les plus en vue du cabinet au cours de ces années.
Juhl fait ses débuts en 1937 lorsqu'il entame une collaboration avec l'ébéniste Niels Vodder qui se poursuivra jusqu'en 1959 et sera exposée à la onzième Exposition de la guilde des ébénistes de Copenhague. Par conséquent, ses premières chaises ont été produites à l'origine en petit nombre, quatre-vingts tout au plus, car les expositions de la Guilde mettaient l'accent sur le travail de l'artisan plutôt que sur l'industrie naissante de la production de masse. Cependant, elles ont presque toutes été rééditées plus tard dans sa carrière.
Les expositions de la Guilde sont un lieu important pour les jeunes designers qui cherchaient à renouveler le design danois, en tournant le dos aux styles historicistes traditionnels, lourds, avec des ornements et des peluches, pour créer au contraire des meubles modernes qui s'adaptaient aux nouvelles tendances de l'architecture. Les projets sont très controversés et les premières œuvres de Juhl suscitent de nombreuses critiques. Sa chaise Pélican, conçue en 1939 et produite pour la première fois en 1940, est décrite comme un "morse fatigué" et "l'esthétique dans le pire sens du terme".7 Malgré les critiques initiales, l'œuvre de Juhl commence à influencer le style des maisons à l'étranger tout au long des années 1940. Au Danemark, cependant, sa popularité n'atteint pas celle de ses pairs, Børge Mogensen et Hans Wegner, qui sont moins radicaux dans leurs conceptions et s'appuient davantage sur Kaare Klint, chef de l'école de mobilier de l'Académie et le Nestor du design de mobilier danois moderne7.
En 1942, Juhl conçoit une maison pour lui-même, et la fait construire avec l'argent hérité de son père. Au fil des ans, il la décore avec des meubles de sa création. Il devient professeur au Danmarks Designskole en 1945 et y enseignera jusqu'en 1955.
En 1948, Edgar Kaufmann Jr., chef du département de design industriel du Musée d'art moderne de New York, fait une tournée en Scandinavie. Il a l'intention de ne pas visiter uniquement les grandes expositions scandinaves, mais étant impressionné par le travail de Juhl, il le présente dans un grand article dans le magazine Interiors. En 1951, il participe à l'exposition Good Design à Chicago. À l'occasion de cette exposition, il est cité dans Interiors pour avoir déclaré : " On ne peut pas créer le bonheur avec de beaux objets, mais on peut gâcher beaucoup de bonheur avec de mauvais objets ". Le travail qu'il a réalisé pour eux, 24 pièces comprenant des chaises, des tables, des meubles de rangement, des buffets et des bureaux, représente son premier mariage réussi entre la production de masse moderne et ses normes artisanales traditionnellement élevées.
En 1950, la Baker Furniture Company de Grand Rapids, dans le Michigan, propose à Juhl de produire ses créations dans son usine américaine. D'abord sceptique quant au savoir-faire américain, Juhl est rassuré après avoir visité Grand Rapids et accepte l'arrangement. Baker Furniture commercialise les meubles de Juhl sous la marque " Baker Modern".
En 1951-52, il conçoit la salle du Conseil de tutelle des Nations unies à New York. Le gouvernement danois contribue pour environ 20 000 dollars à sa construction.
Lors de la Triennale de Milan dans les années 1950, il remporte un total de cinq médailles d'or, ce qui renforce sa réputation internationale. Au cours de cette décennie, il continue à concevoir des objets plus spécifiquement destinés au marché de masse que dans les années 1940.
Au cours de sa carrière, Juhl conçoit également des réfrigérateurs pour General Electric, de la verrerie et de la céramique.
En 1965, il est professeur invité à l'IIT Institute of Design à Chicago.

## Style

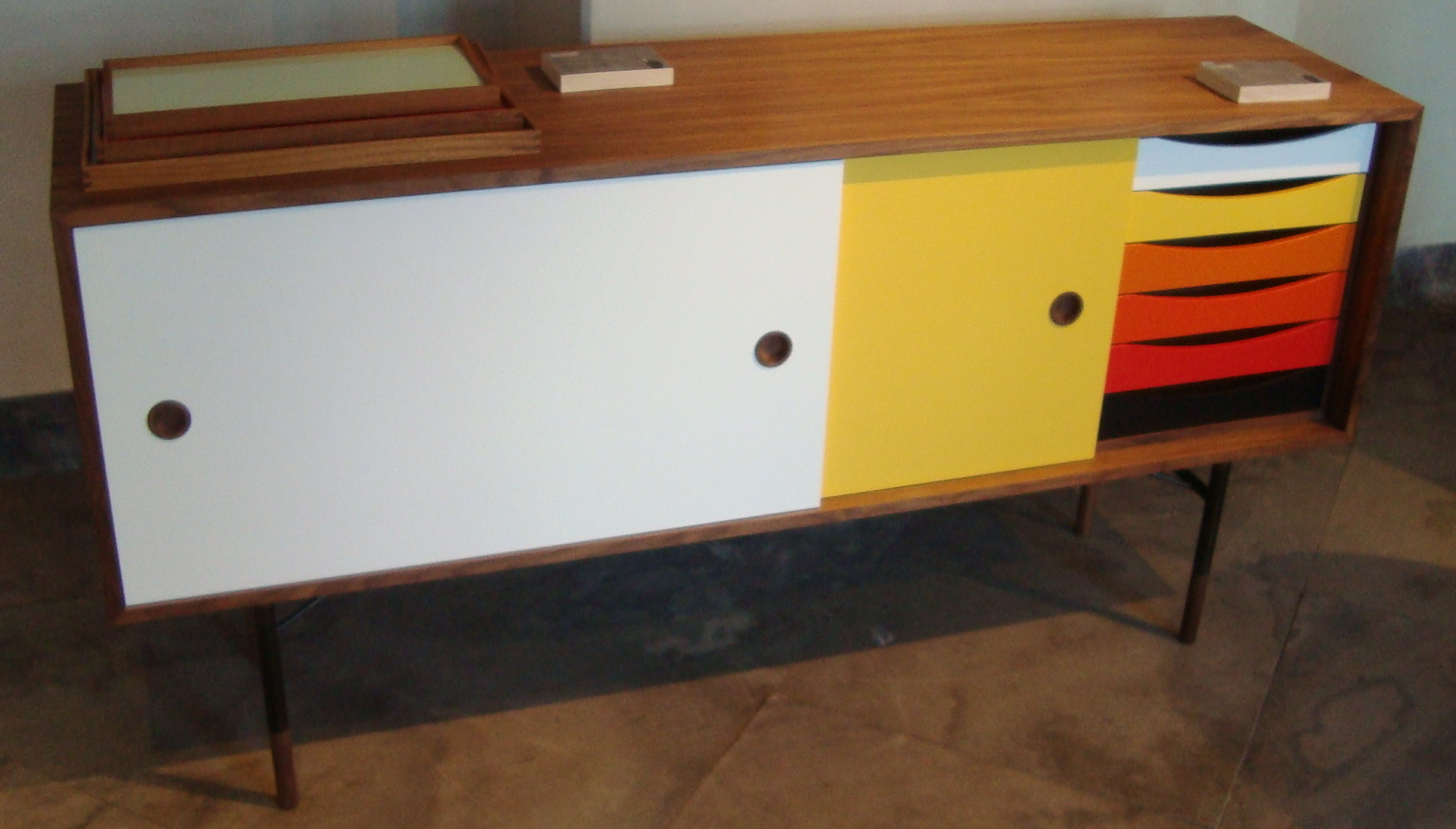
La console "FJ" de 1955

Juhl donne des lignes souples et organiques aux chaises modernistes en bois, allant souvent jusqu'aux limites techniques du matériau. Il utilise principalement du teck et d'autres bois sombres, à l'inverse des autres designers de l'époques qui préféraient le chêne pour leurs créations.
Il est influencé par le sculpteur abstrait Jean Arp, une influence visible dans sa chaise Pélican. Aussi passionné d'art tribal, il expose sa chair "Chieftain" avec des photos d'armes issues d'études anthropologiques.
Une de ses créations emblématiques est la chaise flottante, habituellement tapissée, en contrats avec les éléments de bois sombres plus bruts. L'assise et le dossier, paraissant flotter sur leurs supports, commencent à émerger entre 1945 et 1948.

## Vie privée
Il épouse Inge-Marie Skaarups le 15 juillet 1937 mais divorce plus tard.
À partir de 1961, il vit en concubinage avec Hanne Wilhelm Hansen, membre de la famille à l'origine de la maison d'édition musicale Edition Wilhelm Hansen.

## Récompenses
- Médaille Eckersberg
- 1943 C. F. Hansen prize for young architects
- 1947 Eckersberg Medal, Denmark
- 1954 Honorary Diploma, Milan Triennial X, Italy
- 1957 three gold medals at the Milan Triennial XI
- 1960 Kaufmann International Design Award
- 1964 A.I.D. prize for design, Chicago
- 1978 Honorary Royal Designer for Industry, London
- Knight of the Order of Dannebrog, Copenhagen
- Best reisue/sofa design, 2010 Wallpaper Design Award[7]